# Grindelia fraxinipratensis
Grindelia fraxinipratensis es una especie de planta fanerógama de la familia Asteraceae. 

## Distribución
Es endémica del valle Amargosa a lo largo de la parte sur de la frontera entre California y Nevada, donde se conoce de sólo 14 a 16 apariciones. Muchas se encuentran dentro de la Refugio Nacional de Vida Silvestre de Ash Meadows en el área del desierto de Amargosa.

## Hábitat
La planta crece en los suelos arcillosos, salinos y alcalinos de las tierras circundantes del desierto, en los cálidos manantiales del valle. Su principal tipo de hábitat es la pradera de grama salina (Distichlis spicata). Es relativamente abundante en las zonas húmedas de su hábitat, y poco frecuente en las zonas más secas.

## Descripción
Grindelia fraxino-pratensis es una hierba bienal o perenne que alcanza un tamaño de hasta 1,2 metros de altura, erguido en la forma, de color marrón o de color rojizo, y sin pelo y aceitosa en la textura. Crece de un grueso caudex encima de una leñosa raíz principal. Las hojas de un color verde oscuro son de hasta 7 centímetros de largo, ampliamente lanceoladas u oblongas, a veces dentadas cerca de las puntas, y salpicado de glándulas de resina visibles. La inflorescencia tiene entre una ycuatro cabezas de flores llenas de gruesos filarios. La cabeza contiene cerca de 15 florecillas amarillas en el disco rodeadas por cerca de 13 flores liguladas amarillas cada una de aproximadamente 4 milímetros de largo. El fruto es un aquenio con un vilano formado por dos aristas. 

## Conservación
Esta es una lista federal de especies amenazadas. El hábitat en la zona se vio alterada por primera vez cuando se inició la minería de turba en Carson Slough, un gran humedal se drenó. La zona fue luego cultivada. La agricultura realizada a gran escala por la agricultura corporativa ha alterado gran parte del hábitat. Hoy en día una amenaza principal para la especie es la disminución de la capa freática, que puede mover los suministros de agua demasiado profundamente en el suelo para que la planta pueda llegar con sus raíces. Otras amenazas son el pisoteo por los caballos salvajes y el ganado, el uso de los todoterrenos, y las especies de plantas no nativas . 

## Taxonomía
Grindelia fraxinipratensis fue descrita por Reveal & Beatley y publicado en Bulletin of the Torrey Botanical Club 98(6): 334–335. 1971[1972].